# Tour des Flandres 1913
La 1re édition de la course cycliste, le Tour des Flandres a eu lieu le 29 mai 1913 et a été remportée par le Belge Paul Deman. Elle s'est disputée sur une distance 324 kilomètres, ce qui en fait l'édition la plus longue.

## Classement final
|    | Coureur           | Pays     | Équipe               |    | Temps            |
| -- | ----------------- | -------- | -------------------- | -- | ---------------- |
| 1  | Paul Deman        | Belgique | Automoto             | en | 12 h 03 min 10 s |
| 2  | Joseph Van Daele  | Belgique | J.B.Louvet           | +  | 0 s              |
| 3  | Victor Doms       | Belgique | Automoto             |    | 0 s              |
| 4  | August Dierickx   | Belgique |                      |    | 0 s              |
| 5  | Arthur Maertens   | Belgique | La Française         |    | 0 s              |
| 6  | Jan Van Ingelghem | Belgique | Peugeot-Wolber       |    | 1 min 00 s       |
| 7  | Achiel Depauw     | Belgique | Liberator-Hutchinson |    | 1 min 00 s       |
| 8  | Auguste Benoit    | Belgique | La Française         |    | 6 min 50 s       |
| 9  | Adrien Kranskens  | Belgique |                      |    | 17 min 50 s      |
| 10 | Hector Billiet    | Belgique |                      |    | 17 min 50 s      |